# Dataverse
 (septembre 2018).
Si vous disposez d'ouvrages ou d'articles de référence ou si vous connaissez des sites web de qualité traitant du thème abordé ici, merci de compléter l'article en donnant les références utiles à sa vérifiabilité et en les liant à la section « Notes et références ».
Dataverse est une application web à code source ouvert permettant de préserver, partager, citer, rechercher et analyser des données de recherche. 
Le répertoire principal, Harvard Database, héberge plusieurs plateformes dataverses. Chacune d'entre elles contient d'autres dataverses ou des jeux de données composés de métadonnées et de fichiers (incluant de la documentation et du code).

## Historique
Le Dataverse Projet a été fondé et développé par l'équipe de l'Institute for Quantitative Social Science à l'université Harvard.

## Harvard Dataverse
Une collaboration entre l'Institute for Quantitative Social Science, la Bibliothèque de l'université Harvard et l'université de technologie de l'information : le Harvard Dataverse est un répertoire pour le partage, la citation, l'analyse et la préservation de données de recherche, ouvert à toutes les données scientifiques de toutes les disciplines.

## API et interopérabilité
Le Dataverse dispose actuellement de plusieurs API ouvertes disponibles pour permettre la recherche, le dépôt et l'accès aux données.

## Dataverse dans le monde
Dataverse est également présent dans les pays de l'Union Européenne pour préserver les données recueillies par les communautés de recherche. Des organisations, des établissements scientifiques ou des bibliothèques universitaires ont fait le choix de cet outil pour leur répertoire institutionnel.  
Le plus grand répertoire se trouve aux Pays-Bas sous le nom de DataverseNL. C'est un service géré par le Data Archiving and Networked Services, en collaboration avec 12 universités néerlandaises. 
En Norvège, un service similaire dédié pour les institutions de recherches norvégiennes et ses chercheurs est disponible sous le nom de DataverseNO. Il est géré par l'université de Tromsø. 
En France, des établissements tels qu'INRAE, le CIRAD et le CDSP ont intégré le réseau Dataverse pour être en mesure de déposer et documenter les données de recherche de leurs composantes.

## Liens vers les répertoires spécifiques
- Harvard Dataverse (États-Unis)
- DataverseNL (Pays-Bas)
- DataverseNO (Norvège)
- CIRAD Dataverse (France)
- Portail DataINRAE (France)
- CDSP Catalogues (France)